# أوتو كريستيان أرشيبالد فون بيسمارك
أوتو كريستيان أرشيبالد فون بيسمارك (بالألمانية: Otto Christian Archibald von Bismarck) (و. 1897 – 1975 م) هو سياسي، ودبلوماسي ألماني، كان عضوًا في الحزب النازي، والاتحاد الديمقراطي المسيحي، توفي عن عمر يناهز 78 عاماً.

## مناصب
تولى منصب عضو في البوندستاغ الألماني (6 أكتوبر 1953–6 أكتوبر 1957)
- عضو مجلس النواب الألماني للجمهورية فايمار.

## جوائز
حصل على جوائز منها:
- صليب القائد لنيشان استحقاق جمهورية ألمانيا الاتحادية.

## روابط خارجية
- أوتو كريستيان أرشيبالد فون بيسمارك على موقع مونزينجر (الألمانية)